# Ковтун, Юрий Михайлович
Ю́рий Миха́йлович Ко́втун (род. 5 января 1970, Азов, Ростовская область) — советский и российский футболист, выступавший на позиции защитника. Известен по выступлениям за московские «Динамо» и «Спартак», а также сборную России.

## Карьера игрока

### Клубная карьера
Первые шаги в футболе начал у П. П. Котельникова в СДЮСШОР № 3 города Азова. Воспитанник ростовского спортинтерната. Карьера Ковтуна началась в азовском «Луче» в 1988 году. Год спустя перешёл в ростовский СКА, а ещё через два года — в «Ростсельмаш». В 1992 году Ковтун занял с «Ростсельмашем» 8-е место в первом российском чемпионате.
В 2006 году Ковтун перешёл во владикавказский «Спартак», где стал капитаном команды. Сезон 2007 года начал там же, в первом дивизионе. В мае покинул команду.
По состоянию на 2007 год Ковтун являлся рекордсменом чемпионатов России по количеству красных и жёлтых карточек — 10 и 97 соответственно. Всего за карьеру в различных турнирах Ковтун удалялся с поля 14 раз и получил 141 предупреждение. Его рекорд был побит Дейвидасом Шемберасом.
В 2012 году провёл семь матчей в любительской лиге (зона «Черноземье») за тульский «Арсенал».

### Выступления за сборную России
За сборную России сыграл 50 матчей, забил 2 гола и один автогол (14 октября 1998 года на 89-й минуте матча со сборной Исландии). Участник матча сборная России — сборная ФИФА, посвящённого 100-летию российского футбола.
На чемпионате Европы 1996 года Ковтун сыграл всего два матча: против Италии (1:2) и Германии (0:3). Он был удалён в конце матча против Германии и получил дисквалификацию ещё на три встречи. На чемпионате мира 2002 года сыграл три встречи.
Последнюю игру сыграл 20 августа 2003 года против Израиля.
Последующий матч сборной против Ирландии Ковтун пропустил после того, как в его допинг-пробе были обнаружены следы запрещённого препарата бромантан.
| Матчи Ковтуна за сборную России | Матчи Ковтуна за сборную России | Матчи Ковтуна за сборную России | Матчи Ковтуна за сборную России | Матчи Ковтуна за сборную России | Матчи Ковтуна за сборную России |
| №                               | Дата                            | Оппонент                        | Счёт                            | Голы Ковтуна                    | Соревнование                    |
| ------------------------------- | ------------------------------- | ------------------------------- | ------------------------------- | ------------------------------- | ------------------------------- |
| 1                               | 23 марта 1994                   | Ирландия                        | 0:0                             | —                               | Товарищеский матч               |
| 2                               | 8 марта 1995                    | Словакия                        | 1:2                             | —                               | Товарищеский матч               |
| 3                               | 29 марта 1995                   | Шотландия                       | 0:0                             | —                               | Отборочные матчи ЧЕ-1996        |
| 4                               | 26 апреля 1995                  | Греция                          | 3:0                             | —                               | Отборочные матчи ЧЕ-1996        |
| 5                               | 6 мая 1995                      | Фарерские острова               | 3:0                             | —                               | Отборочные матчи ЧЕ-1996        |
| 6                               | 31 мая 1995                     | Югославия                       | 2:1                             | —                               | Товарищеский матч               |
| 7                               | 7 июня 1995                     | Сан-Марино                      | 7:0                             | —                               | Отборочные матчи ЧЕ-1996        |
| 8                               | 16 августа 1995                 | Финляндия                       | 6:0                             | —                               | Отборочные матчи ЧЕ-1996        |
| 9                               | 6 сентября 1995                 | Фарерские острова               | 5:2                             | —                               | Отборочные матчи ЧЕ-1996        |
| 10                              | 11 октября 1995                 | Греция                          | 2:1                             | —                               | Отборочные матчи ЧЕ-1996        |
| 11                              | 7 февраля 1996                  | Мальта                          | 2:0                             | —                               | Кубок Ротманса                  |
| 12                              | 9 февраля 1996                  | Исландия                        | 3:0                             | —                               | Кубок Ротманса                  |
| 13                              | 27 марта 1996                   | Ирландия                        | 2:0                             | —                               | Товарищеский матч               |
| 14                              | 24 апреля 1996                  | Бельгия                         | 0:0                             | —                               | Товарищеский матч               |
| 15                              | 29 мая 1996                     | ОАЭ                             | 1:0                             | -                               | Товарищеский матч               |
| 16                              | 2 июня 1996                     | Польша                          | 2:0                             | 1                               | Товарищеский матч               |
| 17                              | 11 июня 1996                    | Италия                          | 1:2                             | —                               | Финальные матчи ЧЕ-1996         |
| 18                              | 16 июня 1996                    | Германия                        | 0:3                             | —                               | Финальные матчи ЧЕ-1996         |
| 19                              | 30 апреля 1997                  | Люксембург                      | 3:0                             | —                               | Отборочные матчи ЧМ-1998        |
| 20                              | 8 июня 1997                     | Израиль                         | 2:0                             | —                               | Отборочные матчи ЧМ-1998        |
| н/о                             | 18 августа 1997                 | Сборная ФИФА                    | 0:2                             | —                               | Товарищеский матч               |
| 21                              | 20 августа 1997                 | Югославия                       | 0:1                             | —                               | Товарищеский матч               |
| 22                              | 10 сентября 1997                | Болгария                        | 0:1                             | —                               | Отборочные матчи ЧМ-1998        |
| 23                              | 29 октября 1997                 | Италия                          | 1:1                             | —                               | Отборочные матчи ЧМ-1998        |
| 24                              | 15 ноября 1997                  | Италия                          | 0:1                             | —                               | Отборочные матчи ЧМ-1998        |
| 25                              | 18 февраля 1998                 | Греция                          | 1:1                             | —                               | Товарищеский матч               |
| 26                              | 25 марта 1998                   | Франция                         | 1:0                             | —                               | Товарищеский матч               |
| 27                              | 22 апреля 1998                  | Турция                          | 1:0                             | —                               | Товарищеский матч               |
| 28                              | 30 мая 1998                     | Грузия                          | 1:1                             | —                               | Товарищеский матч               |
| 29                              | 19 августа 1998                 | Швеция                          | 0:1                             | —                               | Товарищеский матч               |
| 30                              | 5 сентября 1998                 | Украина                         | 2:3                             | —                               | Отборочные матчи ЧЕ-2000        |
| 31                              | 14 октября 1998                 | Исландия                        | 0:1                             | —                               | Отборочные матчи ЧЕ-2000        |
| 32                              | 24 марта 2001                   | Словения                        | 1:1                             | —                               | Отборочные матчи ЧМ-2002        |
| 33                              | 28 марта 2001                   | Фарерские острова               | 1:0                             | —                               | Отборочные матчи ЧМ-2002        |
| 34                              | 25 апреля 2001                  | Югославия                       | 1:0                             | —                               | Отборочные матчи ЧМ-2002        |
| 35                              | 2 июня 2001                     | Югославия                       | 1:1                             | 1                               | Отборочные матчи ЧМ-2002        |
| 36                              | 6 июня 2001                     | Люксембург                      | 2:1                             | —                               | Отборочные матчи ЧМ-2002        |
| 37                              | 15 августа 2001                 | Греция                          | 0:0                             | —                               | Товарищеский матч               |
| 38                              | 1 сентября 2001                 | Словения                        | 1:2                             | —                               | Отборочные матчи ЧМ-2002        |
| 39                              | 5 сентября 2001                 | Фарерские острова               | 3:0                             | —                               | Отборочные матчи ЧМ-2002        |
| 40                              | 6 октября 2001                  | Швейцария                       | 4:0                             | —                               | Отборочные матчи ЧМ-2002        |
| 41                              | 14 ноября 2001                  | Латвия                          | 3:1                             | —                               | Товарищеский матч               |
| 42                              | 13 февраля 2002                 | Ирландия                        | 0:2                             | —                               | Товарищеский матч               |
| 43                              | 27 марта 2002                   | Эстония                         | 1:2                             | —                               | Товарищеский матч               |
| 44                              | 19 мая 2002                     | Югославия                       | 1:1                             | —                               | Кубок LG                        |
| 45                              | 5 июня 2002                     | Тунис                           | 2:0                             | —                               | Финальные матчи ЧМ-2002         |
| 46                              | 9 июня 2002                     | Япония                          | 0:1                             | —                               | Финальные матчи ЧМ-2002         |
| 47                              | 14 июня 2002                    | Бельгия                         | 2:3                             | —                               | Финальные матчи ЧМ-2002         |
| 48                              | 21 августа 2002                 | Швеция                          | 1:1                             | —                               | Товарищеский матч               |
| 49                              | 7 июня 2003                     | Швейцария                       | 2:2                             | —                               | Отборочные матчи ЧЕ-2004        |
| 50                              | 20 августа 2003                 | Израиль                         | 1:2                             | —                               | Товарищеский матч               |

Итого по официальным матчам: 50 матчей / 2 гола; 22 победы, 12 ничьих, 16 поражений.

## Карьера тренера
Летом 2007 года был назначен главным тренером клуба «МВД России», с которым в августе занял четвёртое место на чемпионате мира среди полицейских в Праге, а в 2008 году вышел в первый дивизион.
До мая 2010 года был вторым тренером команды «Салют».
12 августа 2015 подписал двухлетний контракт на должность старшего тренера с клубом ФНЛ «Тосно». 3 июня 2016 расторг контракт по обоюдному согласию.
В июне 2016 года стал помощником Юрия Калитвинцева в московском «Динамо». 7 октября 2017 года покинул клуб вместе с Калитвинцевым.
23 декабря 2019 года подписал контракт с «Уралом» и вошёл в тренерский штаб Дмитрия Парфёнова, с которым ранее работал в «Тосно». Работал с Парфёновым в «Арсенале» (2020—2021) и «Родине» (2022—2023).

## Достижения
В качестве игрока
«Динамо» (Москва)
- Обладатель Кубка России (1995)

«Спартак» (Москва)
- Чемпион России (3) (1999, 2000, 2001)
- Обладатель Кубка России (2003)

В качестве тренера
«Динамо» (Москва)
- Победитель Первенства ФНЛ: 2016/17